# 人神
人神（ひとがみ）とは、人が没した後にその人物を神として祀る信仰形態。

## 概要
大きく分けると3つあり、
- 祖霊を神格化して発生したもの（祖霊崇拝、エウヘメリズム）

天照大御神や大国主神など神話の神々
- 生前にこの世に恨みを残して没したものが祟りを引き起こすことを恐れてこれを鎮めるために祀るもの（御霊信仰）[1]

天満大自在天神（菅原道真）・崇徳天皇・橘逸勢・神田明神（平将門）など
- 生前に優れた業績を残したものを死後に神として祀ることでその業績を後世に伝えようとするもの（エウヘメリズム）[1]。

豊国大明神（豊臣秀吉）・東照大権現（徳川家康）など
また、近世の民衆の間では佐倉惣五郎に代表される義民や竹垣直温(三右衛門)・岡村十兵衛に代表される善政を敷いた代官、新田開発に貢献した人物などを死後も神として祀ったり、仙台四郎に代表される放浪者を生前から福の神として崇める信仰が生じた。
近代においても上山英一郎のように産業育成に貢献した人物を祀る例がある。